# Pradosia decipiens
Pradosia decipiens – gatunek rośliny należący do rodziny sączyńcowatych. Gatunek występuje na obszarze Brazylii, w okolicy Rio Taruma.